# Fürst von Guéméné

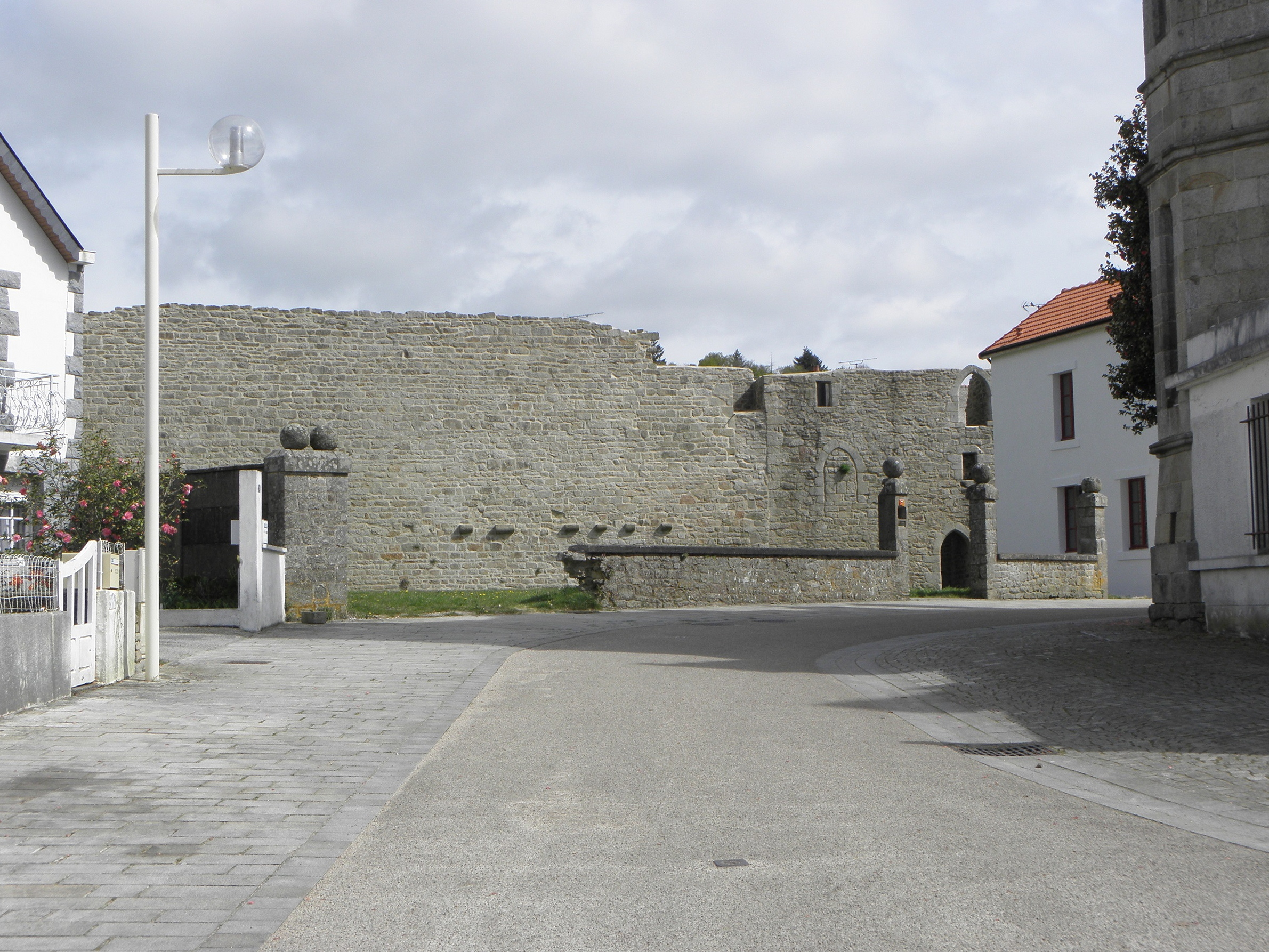
Ruine der Burg Guéméné

Mit dem Titel Fürst von Guéméné (Prince de Guéméné) wurde 1570 Louis VII. de Rohan (1540–1589) ausgezeichnet. Gleichzeitig wurde die Herrschaft Guéméné, die sich bereits seit Jahrhunderten im Besitz der Familie Rohan befand, zum Fürstentum erhoben.
Die Erhebung war Bestandteil der Bestrebungen der Rohan, in den ersten Rang des französischen Adels aufzusteigen.

## Herren von Guéméné
- Alain II. de Rohan († nach 1168), 2. Vicomte de Rohan et de Castelnoec, Seigneur de Guéméné
- Alain III. de Rohan († wohl 1195), dessen Sohn, 3. Vicomte de Rohan
- Alain IV. de Rohan genannt der Jüngere (le Jeune) († 1205), dessen Sohn, 4. Vicomte de Rohan
- Geoffroy de Rohan († 1221), dessen Sohn, 5. Vicomte de Rohan
- Olivier I. de Rohan († 1228), dessen Bruder, 6. Vicomte de Rohan
- Alain V. de Rohan († 1242), dessen Bruder, 7. Vicomte de Rohan
- Alain VI. de Rohan († 1304), dessen Sohn, 8. Vicomte de Rohan
- Olivier II. de Rohan († 1326), dessen Sohn, 9. Vicomte de Rohan
- Alain VII. de Rohan, (X 1352), dessen Sohn, 10. Vicomte de Rohan
- Jean I. de Rohan (1395 bezeugt), dessen Sohn, 11. Vicomte de Rohan
- Charles I. de Rohan († 1438) dessen Sohn, Seigneur de Guéméné
- Louis I. de Rohan († 1457), dessen Sohn, Seigneur de Guéméné
- Louis II. de Rohan († 1508), dessen Sohn, 1466 Seigneur de Guéméné, 1485 Baron de Lanvaux
- Louis III. de Rohan († 1498), Seigneur de Guéméné, 1492 Seigneur de Montbazon, de Sainte-Maure et de Nouastre, Baron de Lanvaux
- Louis IV. de Rohan († 1527), Seigneur de Guéméné, de Montauban et de Montbazon, 1508 Baron de Lanvaux
- Louis V. de Rohan († 1557), Seigneur de Guéméné, de Montbazon et de Sainte-Maure, Baron de Lanvaux

## Fürsten von Guéméné

Wappen Rohan-Guéméné

- Louis VI. de Rohan (1540–1611), dessen Sohn, 1547 Comte de Montbazon, 1570 Fürst von Guéméné
- Louis VII. de Rohan (1562–1589), dessen Sohn, 1588 Duc de Montbazon, 2. Prince de Guéméné
- Pierre de Rohan (1567–1622), dessen Bruder, 1589 3. Prince de Guéméné
- Anne de Rohan (1606–1685) dessen Tochter, 1622 4. Princesse de Guéméné; ⚭
- Louis VIII. de Rohan (1598–1667), deren Sohn, 1622 4. Prince de Guéméné, 1654 3. Duc de Montbazon;
- Charles II. de Rohan (1633–1699), dessen Sohn, 1667 4. Duc de Montbazon, 5. Prince de Guéméné
- Charles III. de Rohan (1699–1727), 6. Prince de Guéméné, 1692/99 5. Duc de Montbazon
  - François Armand de Rohan (1682–1717), dessen Sohn, genannt Prince de Montbazon
- Hercule Mériadec de Rohan (1688–1757), dessen Bruder, genannt Chevalier de Rohan, 7. Prince de Guéméné, 1699/1726 6. Duc de Montbazon
- Jules Hercule Mériadec de Rohan (1726–1800), dessen Sohn, genannt Prince de Montbazon, 1726 7. Duc de Montbazon, 8.Prince de Guéméné
- Henri Louis Marie de Rohan (1745–1809), dessen Sohn, 9. Prince de Guéméné, 1800 8. Duc de Montbazon, 1808 böhmischer Fürst von Rohan-Guéméné
- Charles Alain Gabriel de Rohan (1764–1836), dessen Sohn, 1808 Fürst von Rohan, 10. Prince de Guéméné, 9. Duc de Montbazon, 1816 Duc de Bouillon
- Louis Victor Mériadec de Rohan (1766–1846), dessen Bruder, 1830 österreichischer Fürst von Rohan-Guéméné, 1836 10. Duc de Montbazon, Duc de Bouillon, 11. Prince de Guéméné etc.
- Camille Philippe Joseph Ildesbald de Rohan (1800–1892), dessen Sohn, 1833 von Louis Victor Mériadec de Rohan  adoptiert und österreichischer Fürstenstand, 1846 Fürst Rohan, 11. Duc de Montbazon, Duc de Bouillon, 12. Prince de Guéméné, Prince de Rochefort et de Montauban
  - Arthur de Rohan (1826–1885), dessen Sohn
- Alain Benjamin Arthur de Rohan (1853–1914), dessen Sohn, 1892 Fürst Rohan, 12. Duc de Montbazon, Duc de Bouillon, 13. Prince de Guéméné, Prince de Rochefort et de Montauban
- Alain Anton Joseph Adolf Ignaz Maria de Rohan (1893–1976), dessen Sohn, 1914 Fürst Rohan, 13. Duc de Montbazon, Duc de Bouillon, 14. Prince de Guéméné, Prince de Rochefort et de Montauban
  - Karl Anton de Rohan (1898–1975), dessen Bruder
- Karl-Alain Albert Maria de Rohan (* 1939), dessen Sohn, 1976 Fürst Rohan etc.

Siehe auch: Die österreichischen Fürsten von Rohan-Guéméné bei Herzog von Rohan